# ハンズ・オブ・ストーン
『ハンズ・オブ・ストーン』（原題:Hands of Stone）は2016年にアメリカ合衆国とパナマで製作された伝記映画である。監督はジョナサン・ヤクボウィッツ、主演はエドガー・ラミレスとロバート・デ・ニーロが務めた。

## ストーリー
パナマのスラム街で生まれ育ったロベルト・デュランは、養父であるカフランから生きる術を叩き込まれていた。成長したデュランは地元のボクシングジムに通うようになった。クイノネスの指導の下、デュランはめきめきと腕を上達させていった。
16歳でプロボクサーデビューを果たして以降、連戦連勝を続けるデュランに目を留めた人物がいた。アメリカのボクシング界で輝かしい業績を収めたトレーナー、レイ・アーセルであった。アーセルは1953年に暴行事件に巻き込まれて以降、ボクシングへの情熱を失い引退状態にあったが、デュランのファイトを見て、再びトレーナーとして活動する闘志が湧いてきたのだった。アーセルの指導を受けたデュランはますますパンチの鋭さを増し、向かうところ敵なしの状態に至った。また、後に妻となるフェリシダード・イグレシアスと出会ったのもこの時期であった。
1980年、デュランは2階級上のチャンピオンであるシュガー・レイ・レナードに挑戦する意向を表明した。この決断が順風満帆だったデュランのキャリアを大きく揺るがせることになろうとは、誰も予測できなかった。

## キャスト
※括弧内は日本語吹替
- ロベルト・デュラン - エドガー・ラミレス（佐々木啓夫）
- レイ・アーセル（英語版） - ロバート・デ・ニーロ（樋浦勉）
- シュガー・レイ・レナード - アッシャー・レイモンド四世（森田了介）
- カフラン - オスカル・ハナエダ（英語版）
- ジュアニータ・レオナルド - ジャーニー・スモレット＝ベル
- ステファニー・アーセル - エレン・バーキン（ニケライ・ファラナーゼ）
- カルロス・エレータ - ルーベン・ブラデス (蓮岳大)
- プロモ・クイノネス - ペドロ・ペレス
- フェリシダード・イグレシアス - アナ・デ・アルマス（ミルノ純）
- フランキー・カルボ（英語版） - ジョン・タトゥーロ（ニケライ・ファラナーゼ）
- マルガリート・デュラン - エリュード・カウフマン
- ケン・ブキャナン - ジョン・ダディ（英語版）
- アンジェロ・ダンディー - ジョー・ユーラ
- その他の日本語吹き替え‐こばたけまさふみ/高梨愛/石原辰己/下崎紘史/田中杏沙/藤沼建人/高橋大輔/拝真之介

## 製作
本作の製作は2013年12月にパナマで始まった。

## 公開・興行収入
2015年5月、ワインスタイン・カンパニーが本作の配給権を購入したと発表した。
本作は公開初週末に200万ドルから300万ドルを稼ぎ出すと予想されていたが、実際の数字はそれを下回るものであった。2016年8月26日、本作は全米810館で封切られ、公開初週末に175万ドルを稼ぎ出し、週末興行収入ランキング初登場16位となった。次の週には公開規模が2011館にまで拡大されたが、前週の興行収入を上回ることができなかった。

## 評価
本作は賛否両論となった。映画批評集積サイトのRotten Tomatoesには96件のレビューがあり、批評家支持率は45%、平均点は10点満点で5.3点となっている。サイト側による批評家の見解の要約は「『ハンズ・オブ・ストーン』には演技力の高い俳優陣と魅力的なデュランの人生が強みとしてあるが、それを以てしても、内容を把握しにくいストーリーと型にはまった脚本という欠点を埋めることができていない。」となっている。また、Metacriticには31件のレビューがあり、加重平均値は54/100となっている。なお、本作のCinemaScoreはA+となっている。